# Batrachoseps relictus
Batrachoseps relictus är en groddjursart som beskrevs av Arden H. Brame, Jr. och Murray 1968. Batrachoseps relictus ingår i släktet Batrachoseps och familjen lunglösa salamandrar. IUCN kategoriserar arten globalt som otillräckligt studerad. Inga underarter finns listade.